# Complemento del adverbio
Complemento del adverbio es el sintagma preposicional cuya función es completar informativamente el significado que reclama un adverbio que funciona como núcleo de un sintagma adverbial; por ejemplo: "Lejos de la casa", donde de la casa es el complemento del adverbio lejos.